# Dialeurolobus
Dialeurolobus es un género hemíptero de la familia Aleyrodidae, con una subfamilia: Aleyrodinae.

## Especies
Las especies de este género son:
- Dialeurolobus erythrinae (Corbett, 1935)
- Dialeurolobus pulcher Danzig, 1964
- Dialeurolobus rhamni Bink-Moenen in Bink-Moenen & Gerling, 1992